# Wanne
Pour les articles homonymes, voir Wanne (homonymie).
Wanne (en wallon Wene) est une section de la commune belge de Trois-Ponts située en Wallonie dans la province de Liège. C'était une commune à part entière jusqu'à la fusion libre avec Fosse-sur-Salm pour créer la commune de Trois-Ponts en 1970.
Le village se trouve en Ardenne sur un petit sommet de 480 mètres d’altitude, à six kilomètres au sud de la ville de Stavelot.

## Évolution démographique
- Sources : INS, Rem. : 1831 jusqu'en 1970 = recensements, 1976 = nombre d'habitants au 31 décembre.

## Histoire
Des documents de l’époque carolingienne (Xe siècle) mentionnent la présence d’une paroisse à Wanne. Dans la suite, et jusqu’à la révolution française le village, comme les autres aux alentours, fit partie du domaine de l’abbaye de Stavelot.

## Patrimoine et culture

### Patrimoine architectural et curiosités
- L’église Sainte-Marie-Madeleine : l'origine de l'église actuelle de Wanne remonte aux premières années qui ont suivi la création de l'abbaye de Stavelot, partie de la Principauté de Stavelot-Malmedy au VIIIe siècle.

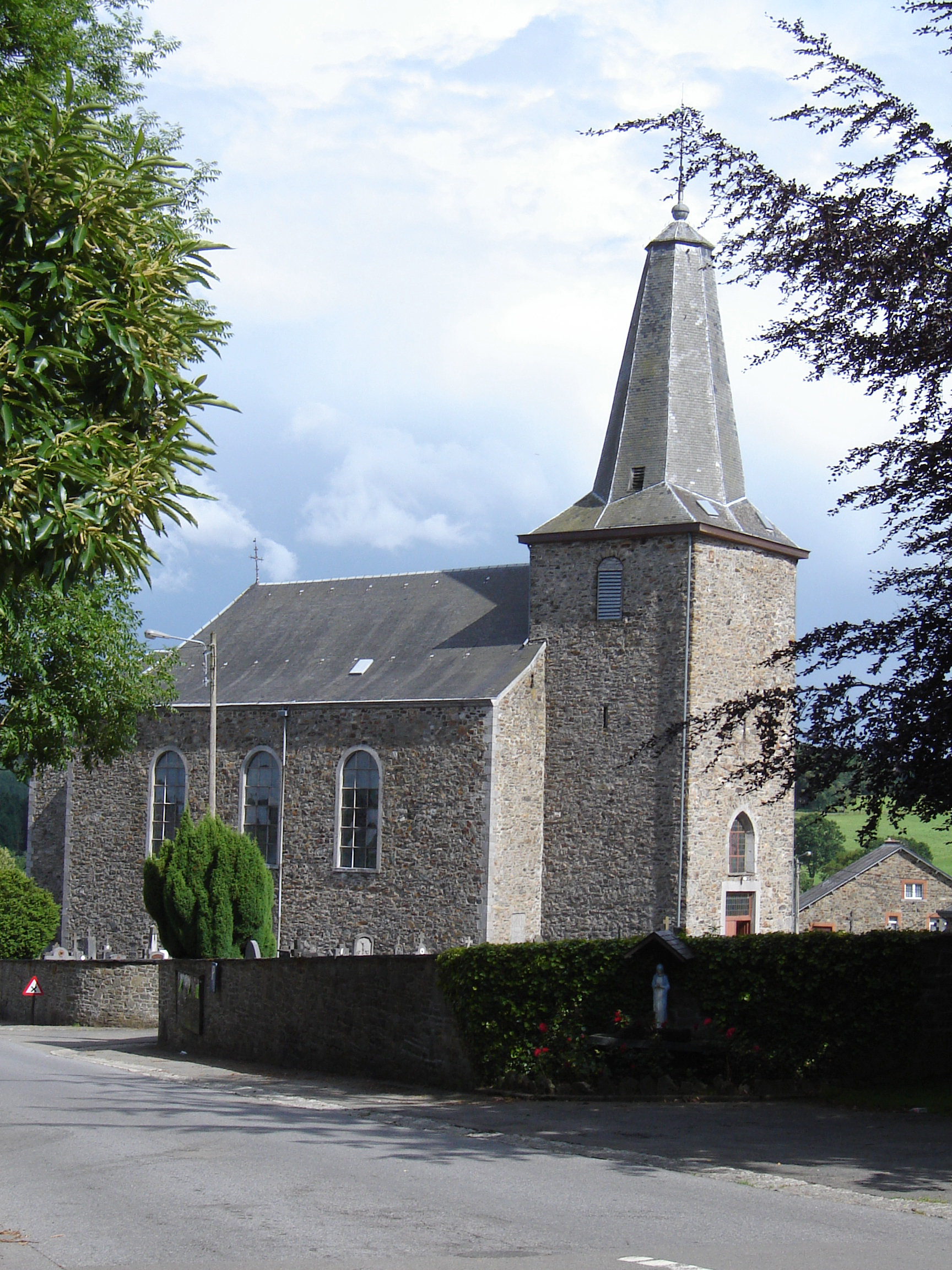
L’église Sainte-Marie-Madeleine.

Les églises de Wanne (Sainte Marie Madeleine) et de Fosse (Saint-Jacques) figurent sur la liste établie au commencement de l'abbatiat de Wibald, en 1130-1131.
- Le Faix du diable : le « faix » (fardeau) du diable est un gros rocher au sommet d'une colline à 800 mètres au sud de Wanne. Sa présence et forme bizarre a toujours intrigué les habitants comme les visiteurs. Aussi une légende se développa : « Le diable fâché de voir saint Remacle construire l'abbaye de Stavelot se promit d'aller écraser cet édifice. À cet effet, il chargea sur son dos un quartier de roche colossal et s'achemina vers Stavelot. Saint Remacle apprenant ce projet diabolique lui dépêcha un émissaire porteur d'une hotte remplie de vieux souliers. Lorsque le diable l'aperçut, il lui demanda si la route de Stavelot était encore longue. "Jugez-en, lui répondit-il, j'en viens et j'ai usé toutes ces chaussures sur la route". Le diable blasphéma horriblement, laissa choir son fardeau et disparut ». Le rocher s’y trouve encore[2].

- La Côte de Wanne : une montée de 7,7 % sur deux kilomètres et demi, entre Grand-Halleux et Wanne, est un obstacle redouté des coureurs cyclistes de Liège-Bastogne-Liège.

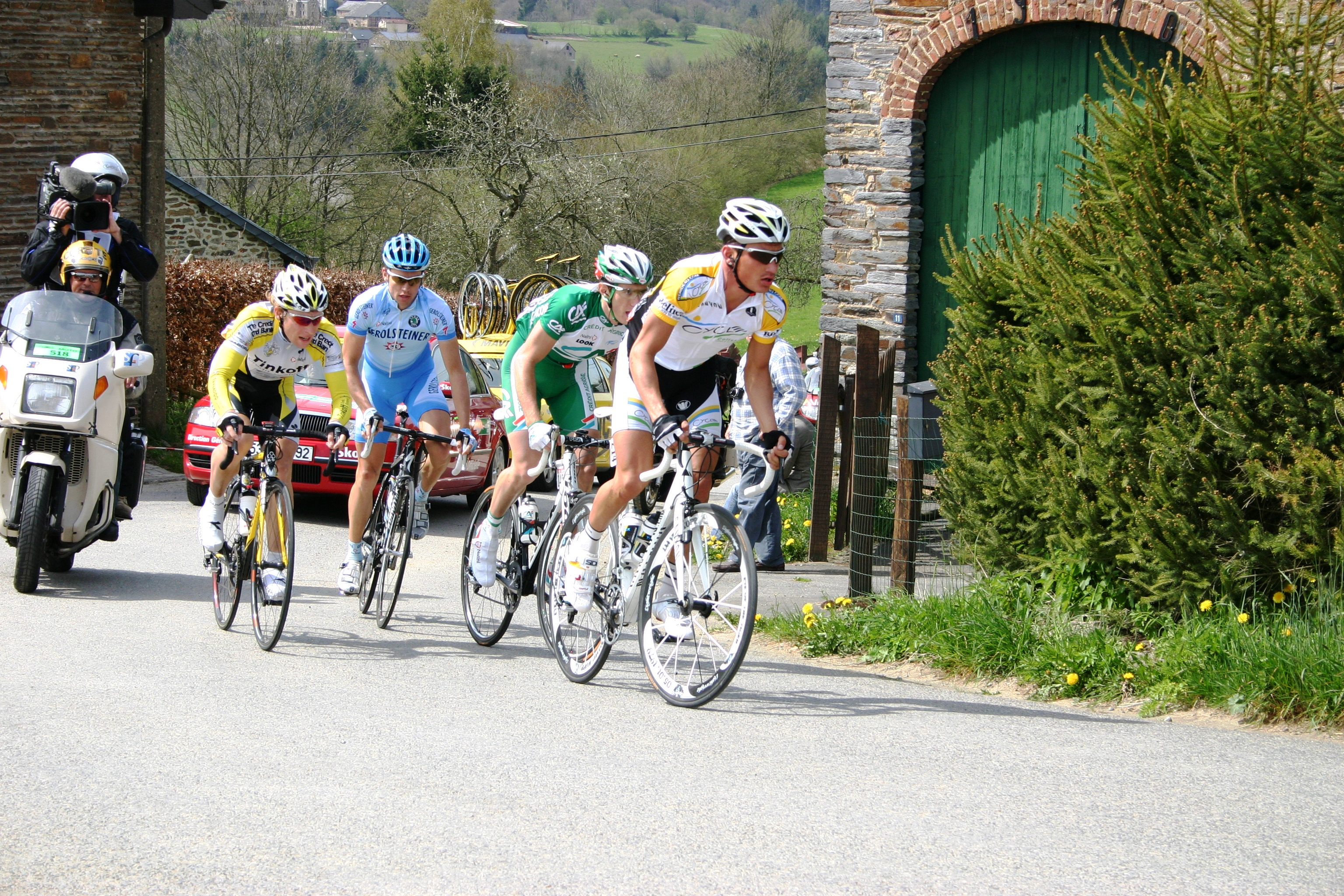
Côte de Wanne, tête de course 2008.

### Culture
- Le poète wallon Camille Gaspard a longtemps vécu à Wanne.

## Économie

### Tourisme
- La piste de ski alpin du Val de Wanne est la plus longue de Belgique. Pour contrer les hivers plus doux de la fin du XXe siècle, le promoteur de l'époque a souhaité installer des canons à neige et un système de réfrigération du sol. Les riverains, soutenus par l'asbl de défense de l'environnement Louk' à ti, ont obtenu l'interdiction de ces installations.
- Gîte d'étape et musée : d’une capacité de 83 personnes, le gîte d'étape accueille beaucoup d'écoles.

- Le musée de Wanne.

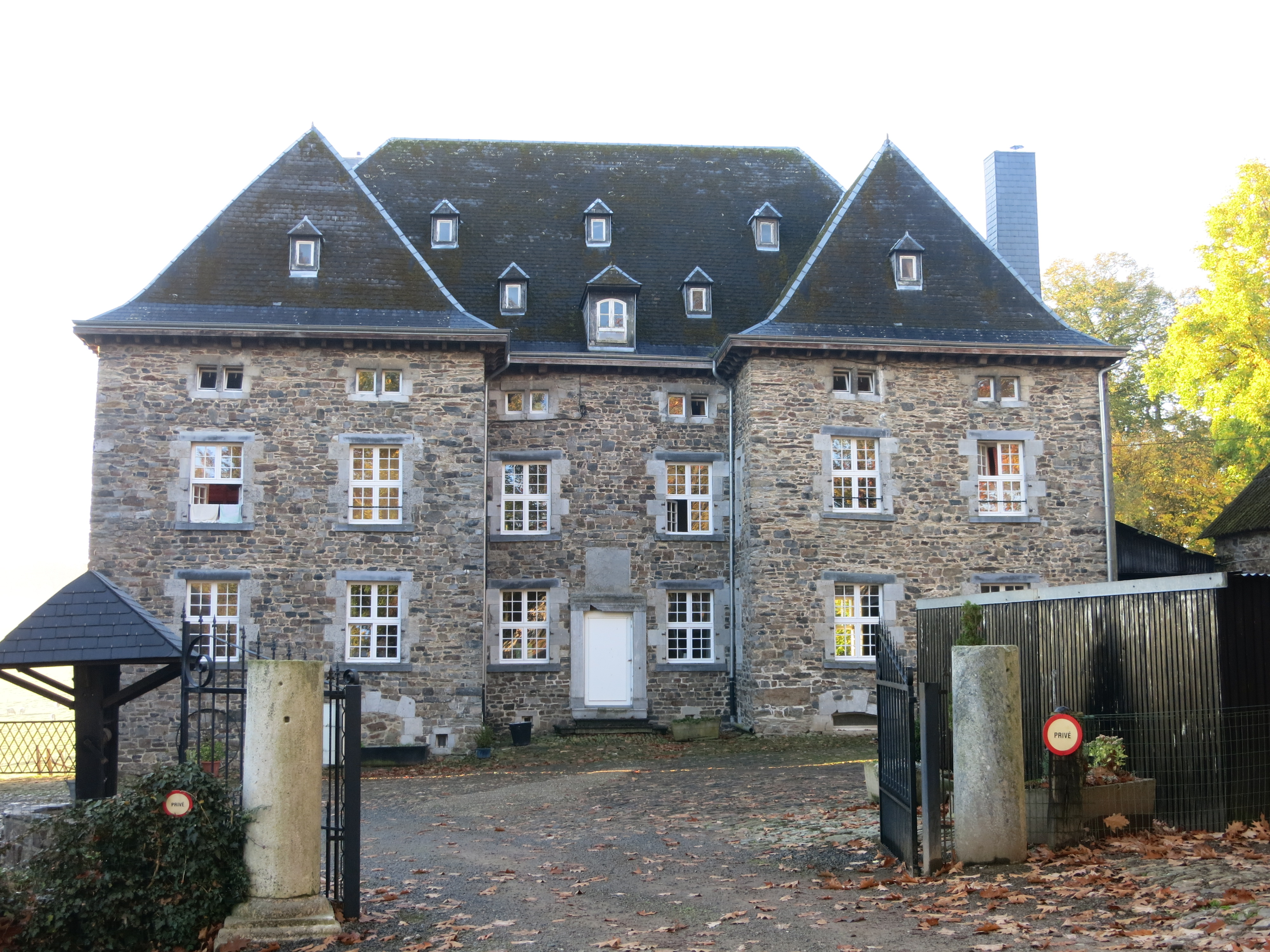
Gîte/Château de Wanne.

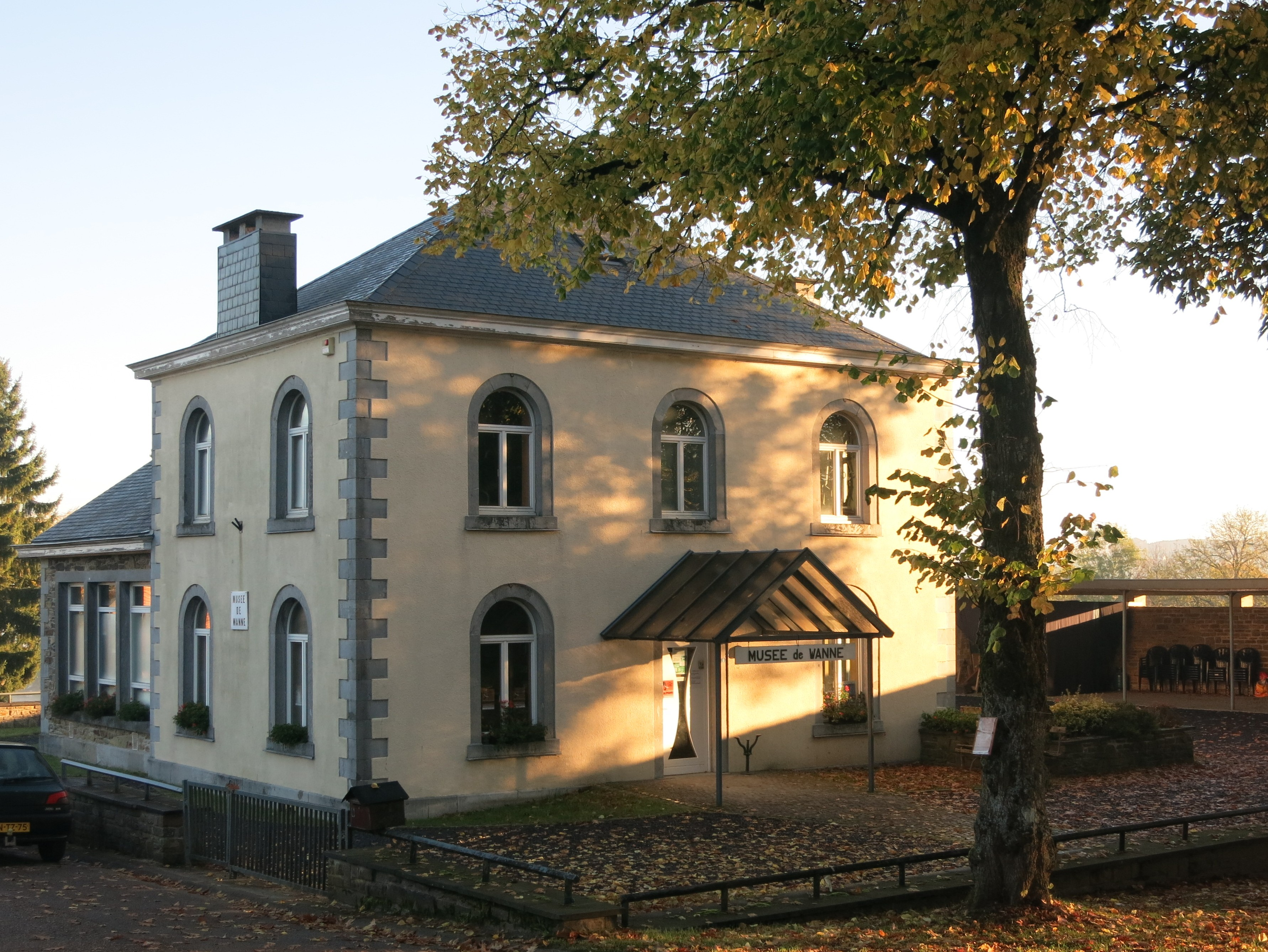
Musée de Wanne.

- Puzzle Planet : Le Puzzle Planet est un labyrinthe principalement organisé pour les enfants.
- Tour Leroux[3]: la tour actuelle, en bois et acier, réalisée en 1999-2000 comporte quatre étages pour une hauteur totale de 16,60 au sommet de sa toiture en zinc. Implantée à une attitude de 400 mètres elle domine Trois-Ponts situé à 260 mètres et dispose d'une vue panoramique sur les vallées de la salm, du Balleur et de l'Amblève. Une première tour belvédère en bois a été construite en 1938, en ruine, elle fut reconstruite à l'identique en 1974.